# Embraer E-Jets
Embraer E-jets – seria samolotów pasażerskich produkowanych przez firmę Embraer. W jej skład wchodzą modele: Embraer 170, Embraer 175, Embraer 190 i Embraer 195.
| Model                               | Embraer 170                                        | Embraer 175                                        | Embraer 190                                         | Embraer 195                                         |
| ----------------------------------- | -------------------------------------------------- | -------------------------------------------------- | --------------------------------------------------- | --------------------------------------------------- |
| Zdjęcie                             |                                                    |                                                    |                                                     |                                                     |
| Długość:                            | 29,90 m                                            | 31,68 m                                            | 36,24 m                                             | 38,65 m                                             |
| Rozpiętość skrzydeł:                | 26,00 m                                            | 26,00 m                                            | 28,72 m                                             | 28,72 m                                             |
| Powierzchnia skrzydeł:              | 72,7 m²                                            | 72,7 m²                                            | 92,5 m²                                             | 92,5 m²                                             |
| Szerokość kadłuba:                  | 3,01 m                                             | 3,01 m                                             | 3,01 m                                              | 3,01 m                                              |
| Wysokość:                           | 3,35 m                                             | 3,35 m                                             | 3,67 m                                              | 3,67 m                                              |
| Wysokość:                           | 9,67 m                                             | 9,67 m                                             | 10,28 m                                             | 10,28 m                                             |
| Masa własna:                        | 21,1 t                                             | 21,8 t                                             | 28,1 t                                              | 29,0 t                                              |
| Maksymalna masa startowa:           | 35,99 t LR: 37,2 t                                 | 37,5 t LR: 38,79 t                                 | 50,3 t AR: 51,8 t                                   | 50,79 t AR: 52,29 t                                 |
| Prędkość przelotowa:                | 870 km/h                                           | 870 km/h                                           | 870 km/h                                            | 870 km/h                                            |
| Pasażerowie:                        | 70–78                                              | 78–86                                              | 98–118                                              | 108–124                                             |
| Zasięg lotu: (z pełnym obciążeniem) | 3334 km AR: 3889 km                                | 3334 km AR: 3889 km                                | 3334 km AR: 4260 km                                 | 2593 km LR: 3334 km                                 |
| Silnik:                             | 2 × General Electric CF34-8E (62,3 kN ciągu każdy) | 2 × General Electric CF34-8E (62,3 kN ciągu każdy) | 2 × General Electric CF34-10E (82,3 kN ciągu każdy) | 2 × General Electric CF34-10E (82,3 kN ciągu każdy) |
| Oblot:                              | 19 lutego 2002                                     | czerwiec 2003                                      | 12 marca 2004                                       | 7 grudnia 2004                                      |
| Pierwsza dostawa:                   | 17 marca 2004                                      | lipiec 2005                                        | 13 września 2005                                    | 4 września 2006                                     |
| Zamówiono:                          | 188                                                | 378                                                | 570                                                 | 145                                                 |
| Dostarczono:                        | 188                                                | 211                                                | 508                                                 | 134                                                 |
| Zapas zamówień:                     | 0                                                  | 167                                                | 62                                                  | 11                                                  |